# Deutsche Wasserball-Liga 2019/20
Die Saison 2019/20 der Deutschen Wasserball-Liga begann am 28. September 2019 und endete am 9. September 2020 mit dem entscheidenden dritten Sieg von Waspo 98 Hannover im vierten Spiel der Finalserie gegen Titelverteidiger Wasserfreunde Spandau 04. Aufgrund der COVID-19-Pandemie wurde die Saison im März ohne Absteiger abgebrochen. Sechs von 16 Vereinen spielten im August und September auf Meldebasis unter der Regie des Deutschen Schwimm-Verbandes noch den Meister und die Medaillengewinner aus. 

## Modus
Die Spiele der Hauptrunde wurden in Hin- und Rückspiel ausgetragen. Anschließend folgte nur noch eine Meisterschaftsphase mit den besten sechs Mannschaften der Hauptrunde.

## Hauptrunde
In der Hauptrunde wurde in zwei Gruppen (Pro) in einer einfachen Runde mit Hin- und Rückspiel gespielt, die aufgrund der COVID-19-Pandemie am 7./8. März 2020 abgebrochen wurde. In der Pro A, der die besten acht Mannschaften der Vorsaison angehörten, qualifizierten sich die ersten beiden direkt für das Play-off-Halbfinale. Die Mannschaften auf den Plätzen drei bis sechs spielten in einem Turnier die anderen beiden Teilnehmer für das Play-off-Halbfinale aus. Für die restlichen Mannschaften war die Saison beendet, wobei der Abstieg ausgesetzt wurde.

### Pro A

#### Abschlusstabelle
| Pl.                                          | Verein                       | Sp. | S  | U | N  | Tore    | Diff. | Punkte |
| -------------------------------------------- | ---------------------------- | --- | -- | - | -- | ------- | ----- | ------ |
| 1.                                           | Waspo 98 Hannover (P)        | 12  | 11 | 0 | 1  | 223:110 | +113  | 22:20  |
| 2.                                           | Wasserfreunde Spandau 04 (M) | 10  | 10 | 0 | 0  | 181:830 | +98   | 20:0   |
| 3.                                           | OSC Potsdam                  | 11  | 7  | 0 | 4  | 154:154 | ±0    | 14:80  |
| 4.                                           | ASC Duisburg                 | 12  | 5  | 1 | 6  | 169:186 | −17   | 11:13  |
| 5.                                           | White Sharks Hannover (A–B)  | 12  | 5  | 0 | 7  | 108:134 | −26   | 10:14  |
| 6.                                           | SV Ludwigsburg 08 (A–B)      | 11  | 2  | 1 | 8  | 109:153 | −44   | 05:17  |
| 7.                                           | SG Neukölln Berlin           | 12  | 2  | 0 | 10 | 118:187 | −69   | 04:20  |
| 8.                                           | SSV Esslingen                | 10  | 2  | 0 | 8  | 103:158 | −55   | 04:16  |
| Stand: Endstand nach Abbruch am 8. März 2020 |                              |     |    |   |    |         |       |        |

Platzierungskriterien: 1. Punkte – 2. Direkter Vergleich (Punkte, Tordifferenz, geschossene Tore) – 3. Tordifferenz – 4. geschossene Tore

 Qualifikant Play-off-Halbfinale 

 Teilnehmer am Qualifikationsturnier für das Play-off-Halbfinale 

(M) Meister der vorherigen Saison 

(P) Pokalsieger der vorherigen Saison 

(A–B) Aufsteiger aus der Pro B der vorherigen Saison

#### Kreuztabelle
Die Kreuztabelle stellt die Ergebnisse aller Spiele dieser Saison dar. Die Heimmannschaft ist in der linken Spalte aufgelistet und die Gastmannschaft in der obersten Reihe.
| Pro A 28. September 2019 – 8. März 2020 | Pro A 28. September 2019 – 8. März 2020 | Wasserfreunde Spandau 04 | Waspo 98 Hannover | OSC Potsdam | ASC Duisburg | SSV Esslingen | White Sharks Hannover | SV Ludwigsburg 08 | SG Neukölln Berlin |
| --------------------------------------- | --------------------------------------- | ------------------------ | ----------------- | ----------- | ------------ | ------------- | --------------------- | ----------------- | ------------------ |
| 01.                                     | Wasserfreunde Spandau 04                |                          | -:-               | 19:10       | 17:10        | 22:40         | 16:70                 | 14:20             | 21:90              |
| 02.                                     | Waspo 98 Hannover                       | 11:12                    |                   | 20:90       | 24:14        | 27:50         | -:-                   | 20:70             | 20:12              |
| 03.                                     | OSC Potsdam                             | -:-                      | 12:21             |             | 18:16        | 18:13         | 9:8                   | 16:90             | 12:50              |
| 04.                                     | ASC Duisburg                            | 13:16                    | 13:21             | 19:17       |              | 11:12         | 13:10                 | -:-               | -:-                |
| 05.                                     | SSV Esslingen                           | -:-                      | 06:17             | -:-         | 16:18        |               | 09:10                 | 18:13             | -:-                |
| 06.                                     | White Sharks Hannover                   | 07:19                    | 05:11             | -:-         | 09:11        | 9:8           |                       | 13:12             | 11:50              |
| 07.                                     | SV Ludwigsburg 08                       | -:-                      | 06:13             | 12:14       | 15:15        | -:-           | 09:10                 |                   | 14:12              |
| 08.                                     | SG Neukölln Berlin                      | 10:25                    | 09:18             | 12:19       | 11:16        | 13:12         | 12:90                 | 08:10             |                    |

#### Entscheidungsspiel um Platz 1
| Datum                |                          | Ergebnis |                   | Spielort |
| -------------------- | ------------------------ | -------- | ----------------- | -------- |
| Di 25.08., 19:00 Uhr | Wasserfreunde Spandau 04 | 12:10    | Waspo 98 Hannover | Berlin   |

### Pro B

#### Abschlusstabelle
| Pl.                                          | Verein                   | Sp. | S  | U | N  | Tore    | Diff. | Punkte |
| -------------------------------------------- | ------------------------ | --- | -- | - | -- | ------- | ----- | ------ |
| 1.                                           | SGW Köln                 | 13  | 10 | 0 | 3  | 167:134 | +33   | 20:60  |
| 2.                                           | Poseidon Hamburg (N)     | 12  | 8  | 1 | 3  | 162:128 | +34   | 17:70  |
| 3.                                           | SV Krefeld 72            | 12  | 8  | 0 | 4  | 135:122 | +13   | 16:80  |
| 4.                                           | SV Bayer Uerdingen 08    | 13  | 6  | 1 | 6  | 146:152 | −6    | 13:13  |
| 5.                                           | SV Würzburg 05 (N)       | 12  | 5  | 1 | 6  | 115:126 | −11   | 11:13  |
| 6.                                           | Duisburger SV 98 (A–A)   | 13  | 3  | 3 | 7  | 137:146 | −9    | 09:17  |
| 7.                                           | SV Weiden                | 11  | 3  | 1 | 7  | 121:143 | −22   | 07:15  |
| 8.                                           | Düsseldorfer SC 1898 (N) | 13  | 2  | 1 | 10 | 107:139 | −32   | 05:21  |
| Stand: Endstand nach Abbruch am 7. März 2020 |                          |     |    |   |    |         |       |        |

Platzierungskriterien: 1. Punkte – 2. Direkter Vergleich (Punkte, Tordifferenz, geschossene Tore) – 3. Tordifferenz – 4. geschossene Tore

(A–A) Absteiger aus der Pro A der vorherigen Saison 

(N) Aufsteiger aus der 2. Wasserball-Liga

#### Kreuztabelle
Die Kreuztabelle stellt die Ergebnisse aller Spiele dieser Saison dar. Die Heimmannschaft ist in der linken Spalte aufgelistet und die Gastmannschaft in der obersten Reihe.
| Pro B 5. Oktober 2019 – 7. März 2020 | Pro B 5. Oktober 2019 – 7. März 2020 | Duisburger SV 98 | SV Bayer Uerdingen 08 | Köln  | SV Krefeld 72 | SVW   | Poseidon Hamburg | DSC   | SV Würzburg 05 |
| ------------------------------------ | ------------------------------------ | ---------------- | --------------------- | ----- | ------------- | ----- | ---------------- | ----- | -------------- |
| 01.                                  | Duisburger SV 98                     |                  | 09:10                 | -:-   | 8:9           | 20:10 | 07:11            | 9:7   | 9:9            |
| 02.                                  | SV Bayer Uerdingen 08                | 14:14            |                       | 12:17 | 10:14         | 17:10 | -:-              | 13:70 | 10:60          |
| 03.                                  | SGW Köln                             | 12:10            | 14:15                 |       | 10:90         | 14:10 | 13:70            | 16:80 | 7:8            |
| 04.                                  | SV Krefeld 72                        | 10:11            | 11:10                 | 12:14 |               | -:-   | 10:12            | -:-   | 13:10          |
| 05.                                  | SV Weiden                            | 10:90            | 15:70                 | 12:14 | 6:9           |       | 17:17            | 16:14 | 11:13          |
| 06.                                  | Poseidon Hamburg                     | 19:13            | 16:70                 | 17:90 | 13:14         | -:-   |                  | 14:11 | 16:90          |
| 07.                                  | Düsseldorfer SC 1898                 | 10:10            | 09:13                 | 07:13 | 10:14         | 9:4   | 6:9              |       | -:-            |
| 08.                                  | SV Würzburg 05                       | 15:80            | 10:80                 | 07:14 | 08:10         | -:-   | 12:11            | 8:9   |                |

## Play-off Pro A

### Qualifikationsturnier für das Play-off-Halbfinale

#### Spiele
Die Spiele fanden vom 22. bis 23. August im Potsdamer Sport- und Freizeitbad Blu statt.
| Datum                |                   | Ergebnis |                       |
| -------------------- | ----------------- | -------- | --------------------- |
| Sa 22.08., 11:30 Uhr | SV Ludwigsburg 08 | 10:12    | ASC Duisburg          |
| Sa 22.08., 13:15 Uhr | OSC Potsdam       | 11:11    | White Sharks Hannover |
| Sa 22.08., 18:40 Uhr | ASC Duisburg      | 09:12    | White Sharks Hannover |
| Sa 22.08., 20:20 Uhr | OSC Potsdam       | 13:16    | SV Ludwigsburg 08     |
| So 23.08., 09:45 Uhr | SV Ludwigsburg 08 | 07:10    | White Sharks Hannover |
| So 23.08., 11:30 Uhr | OSC Potsdam       | 12:70    | ASC Duisburg          |

#### Abschlusstabelle
| Pl.                             | Verein                | Sp. | S | U | N | Tore    | Diff. | Punkte |
| ------------------------------- | --------------------- | --- | - | - | - | ------- | ----- | ------ |
| 1.                              | White Sharks Hannover | 3   | 2 | 1 | 0 | 033:270 | +6    | 05:10  |
| 2.                              | OSC Potsdam           | 3   | 1 | 1 | 1 | 036:340 | +2    | 03:30  |
| 3.                              | ASC Duisburg          | 3   | 1 | 0 | 2 | 028:340 | −6    | 02:40  |
| 4.                              | SV Ludwigsburg 08     | 3   | 1 | 0 | 2 | 033:350 | −2    | 02:40  |
| Stand: Endstand 23. August 2020 |                       |     |   |   |   |         |       |        |

Platzierungskriterien: 1. Punkte – 2. Direkter Vergleich (Punkte, Tordifferenz, geschossene Tore) – 3. Tordifferenz – 4. geschossene Tore

 Qualifikant für das Play-off-Halbfinale

### Halbfinale
| Datum                |                       | Ergebnis |                       |
| -------------------- | --------------------- | -------- | --------------------- |
| Fr 28.08., 18:00 Uhr | White Sharks Hannover | 05:23    | Waspo 98 Hannover     |
| So 30.08., 12:00 Uhr | Waspo 98 Hannover     | 21:70    | White Sharks Hannover |
| Gesamt:              | White Sharks Hannover | 12:44    | Waspo 98 Hannover     |

| Datum                |                          | Ergebnis |                          |
| -------------------- | ------------------------ | -------- | ------------------------ |
| Fr 28.08., 20:30 Uhr | OSC Potsdam              | 06:11    | Wasserfreunde Spandau 04 |
| So 30.08., 14:00 Uhr | Wasserfreunde Spandau 04 | 21:70    | OSC Potsdam              |
| Gesamt:              | OSC Potsdam              | 13:32    | Wasserfreunde Spandau 04 |

### Finale
Modus: Best-of-Five
Termine: 2. September 2020 (Hannover), 5. September 2020 (Berlin), 6. September 2020 (Berlin) und 9. September 2020 (Hannover)
| Paarung           | Paarung | Paarung                  | 1.    | 2.  | 3.    | 4.    | 5.  |
| ----------------- | ------- | ------------------------ | ----- | --- | ----- | ----- | --- |
| Waspo 98 Hannover | –       | Wasserfreunde Spandau 04 | 10:80 | 9:6 | 09:12 | 11:90 | --- |

 Deutscher Meister

### Spiel um Platz 3
Modus: Best-of-Three
Termine: 2. September 2020 (Potsdam) und 5. September 2020 (Hannover)
| Paarung     | Paarung | Paarung               | 1.    | 2.  | 3.  |
| ----------- | ------- | --------------------- | ----- | --- | --- |
| OSC Potsdam | –       | White Sharks Hannover | 12:90 | 9:7 | --- |

### Spiel um Platz 5
Modus: Best-of-Three
Termine: 2. September 2020 (Ludwigsburg), 5. September 2020 (Duisburg) und 6. September 2020 (Duisburg)
| Paarung           | Paarung | Paarung      | 1.    | 2.    | 3.    |
| ----------------- | ------- | ------------ | ----- | ----- | ----- |
| SV Ludwigsburg 08 | –       | ASC Duisburg | 12:11 | 06:12 | 12:19 |

## Die Meistermannschaft
| 1.                         | Waspo 98 Hannover |
| Logo von Waspo 98 Hannover | - Tor: Kevin Götz (13/1), Moritz Schenkel (10/–), Marton Sagi (2/–), Felix Benke (1/–) - Feldspieler: Ante Ćorušić (17/16), Reiko Zech (17/14), Julian Real (14/23), Darko Brguljan (16/21), Aleksandar Radović (18/49), Petar Muslim (17/30), Tobias Preuss (10/9), Ivan Nagaev (17/67), Matija Brguljan (18/17), Fynn Schütze (18/25), Jorn Winkelhorst (12/23), Phillip Kubisch (6/5), Steffen Hülshoff (6/1), Ben Aust (5/2), Jan Rotermund (5/–), Philip Portisch (3/3), Finn Rotermund (3/–), Yunes Abedallah (1/–), Maximilian Froreich (1/–), Niclas Schipper (1/–) (Spiele/Tore) - Trainer: Karsten Seehafer |